# Ürmössy Anikó
Gellért Lajosné Ürmössy Anikó, Ürmössy Anna Emma (Selmecbánya, 1892. augusztus 30. – Budapest, 1968. február 27.) színésznő, előadóművésznő.

## Életútja
Ürmössy Kálmán és Váry Anna leánya. 1916-ban szerzett diplomát a Színművészeti Akadémián. 1916-ban az Andrássy úti Színházban (akkor Modern Színpad) kezdte pályáját, később a Belvárosi Színházban játszott. 1918-ban a Fasor Kabaréban, 1918-tól az Andrássy úti, 1924–1926 között a Renaissance Színházban, 1926–27-ben ismét a Belvárosi Színházban szerepelt. 1933–34-ben a Bethlen Téri Színház művésze volt, majd 1951 és 1955 között a Nemzeti Színházban lépett színpadra. Megzenésített Ady-, Kosztolányi- és József Attila-verseket adott elő. Férje Gellért Lajos volt, akivel 1918. január 10-én kötött házasságot Budapesten, az Erzsébetvárosban.

## Fontosabb szerepei
- Toncsi (Gellért Lajos–Szánthó Dénes: A nagy riport)
- Gyilkos nő (Szirmai Rezső: Előre megfontolt szándékkal)
- Rézi néni (Gellért Lajos: Timosa)

## Filmszerepei
- A szentjóbi erdő titka (1917)